# Aérospatiale AS 332
Die Aérospatiale AS 332 ist ein Hubschrauber des französischen Herstellers Aérospatiale, später Eurocopter und heute Airbus Helicopters. Die AS 332 wird sowohl zivil mit dem Beinamen „Super Puma“ als auch militärisch als „Cougar“ verwendet. Sie ist ein vergrößerter Entwurf auf Basis der Aérospatiale SA 330. Der Erstflug fand am 13. September 1978 statt.
Die neueste zivile Variante ist die H225, sie ist mit einem klappbaren fünfblättrigen Hauptrotor anstatt eines vierblättrigen ausgerüstet und weist ein erhöhtes Abfluggewicht auf. Von dieser Version existiert auch eine militärische Variante, die H225M Caracal.

## Nutzung
Die Maschine wurde ein großer wirtschaftlicher Erfolg für den Hersteller. Es wurden insgesamt 37 Streitkräfte mit dem Typ ausgerüstet, zudem ist sie bei etwa 1000 zivilen Betreibern im Einsatz; dort hauptsächlich bei der Ölförderung in Küstennähe oder auf offener See (engl. Offshore) eingesetzt. Sie wird in der militärischen Variante als Eurocopter „Cougar“ vertrieben.
Die EC725 ist der erste militärische Eurocopter, der seit 1990 auch als CSAR-Hubschrauber für Rettungsflüge in Kampfzonen ausgestattet ist; diese Version wurde in Frankreich als Caracal eingeführt.

### Deutschland
In Deutschland wurde die zivile Version „Super Puma“ (Puma AS 332 L1) für den Bundesgrenzschutz angeschafft und ist bis heute bei dessen Nachfolgeorganisation – der Bundespolizei – im Einsatz. Die militärische Version „Cougar“ wird von der Flugbereitschaft des Verteidigungsministeriums verwendet. In beiden Fällen dienen diese Hubschrauber in erster Linie dem Transport von Mitgliedern der Verfassungsorgane, sie werden aber auch im Such- und Rettungsdienst, im Katastrophenschutz und für humanitäre Hilfeleistungen eingesetzt.

### Schweiz
Die Schweizer Luftwaffe verfügt über 15 Aérospatiale AS 332 M1 Super Puma (Transporthelikopter 89/06 mit den Registrationen T-311 bis T-325) und über zehn Eurocopter AS 532 UL Cougar Mk1 (Transporthelikopter 98 mit den Registrationen T-331 bis T-342, die T-331 als VIP-Version). Zwei weitere AS 532 UL Cougar Mk1 gingen verloren: T-341 am 30. März 2011 im Maderanertal und T-338 am 28. September 2016 beim Gotthard-Hospiz.

## Versionen

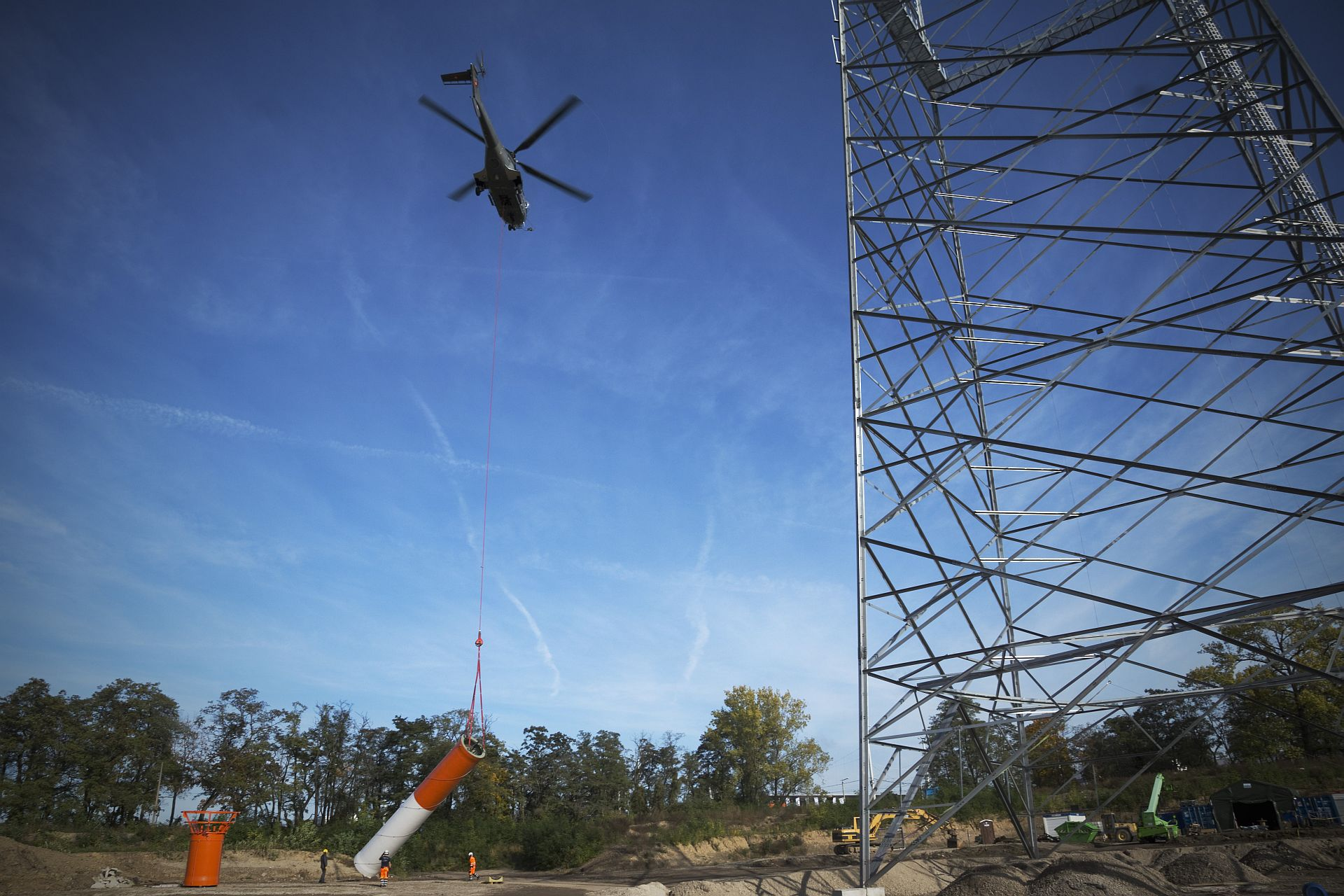
Lastenhubschrauber Super Puma bei der Antennenmontage

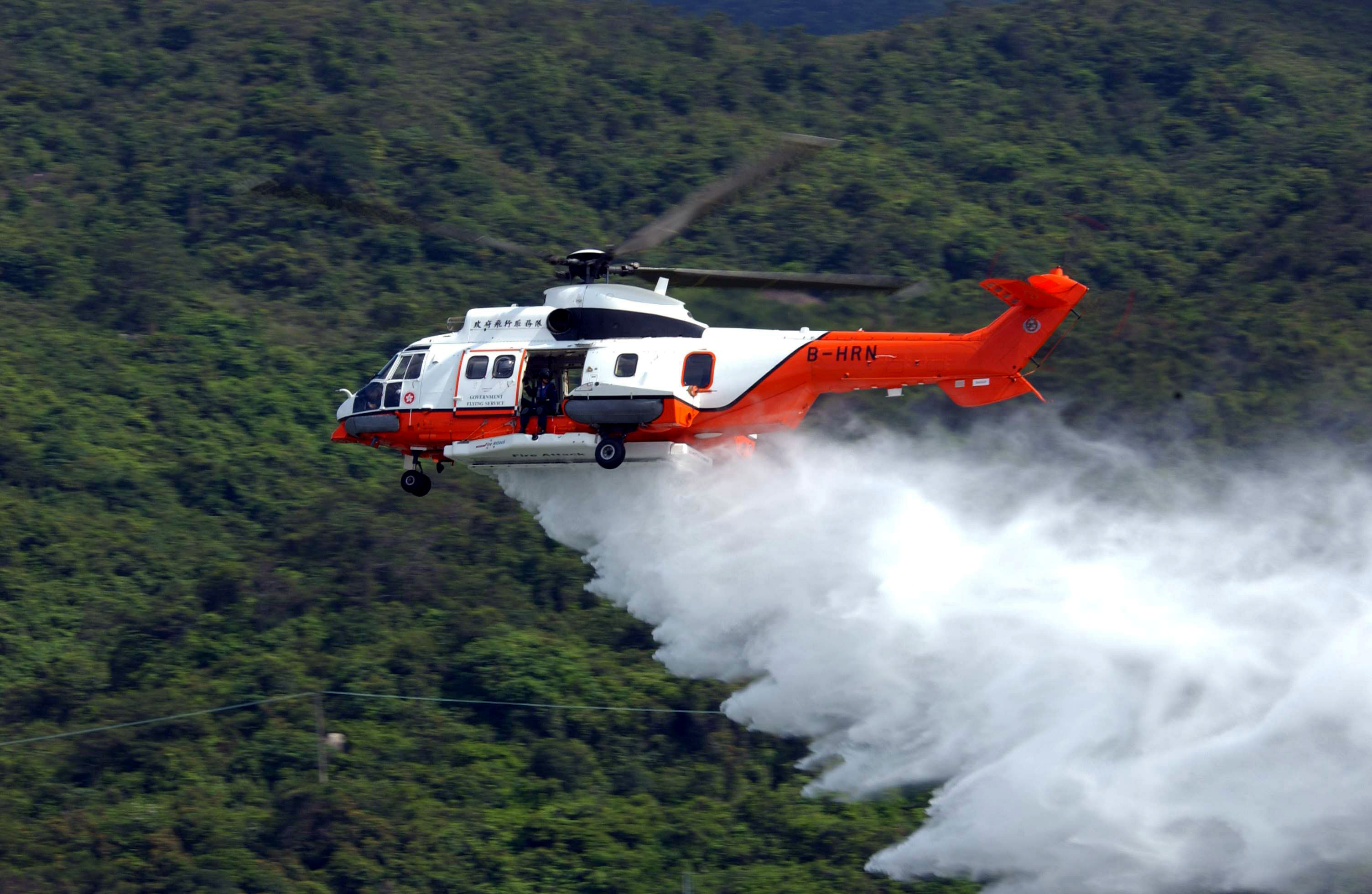
Eine Super Puma AS 332 L2 des Hong Kong Government Flying Service beim Löschwasser-Abwurf im Rahmen einer Rettungsübung am Hong Kong International Airport

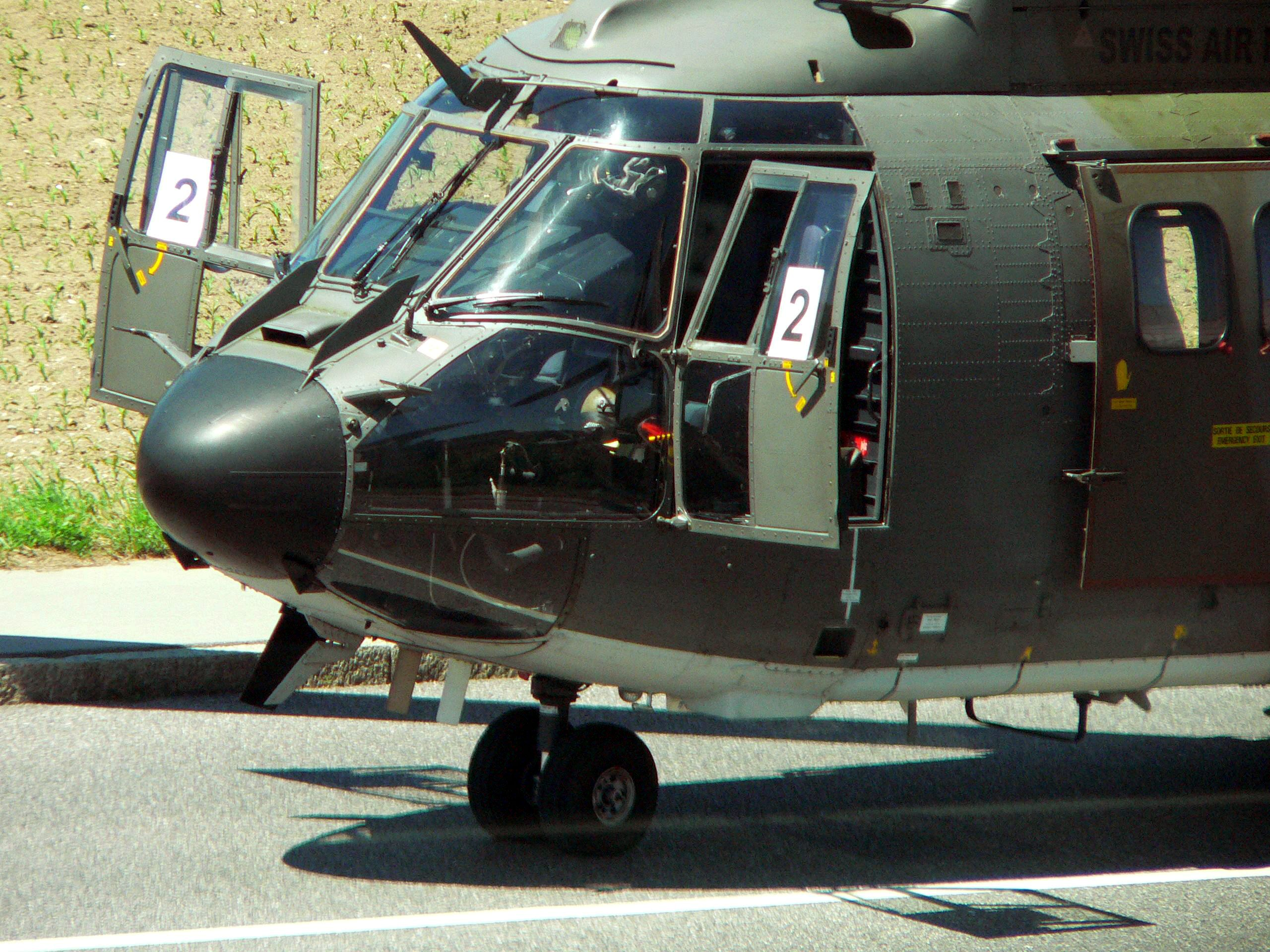
Super Puma der Schweizer Luftwaffe

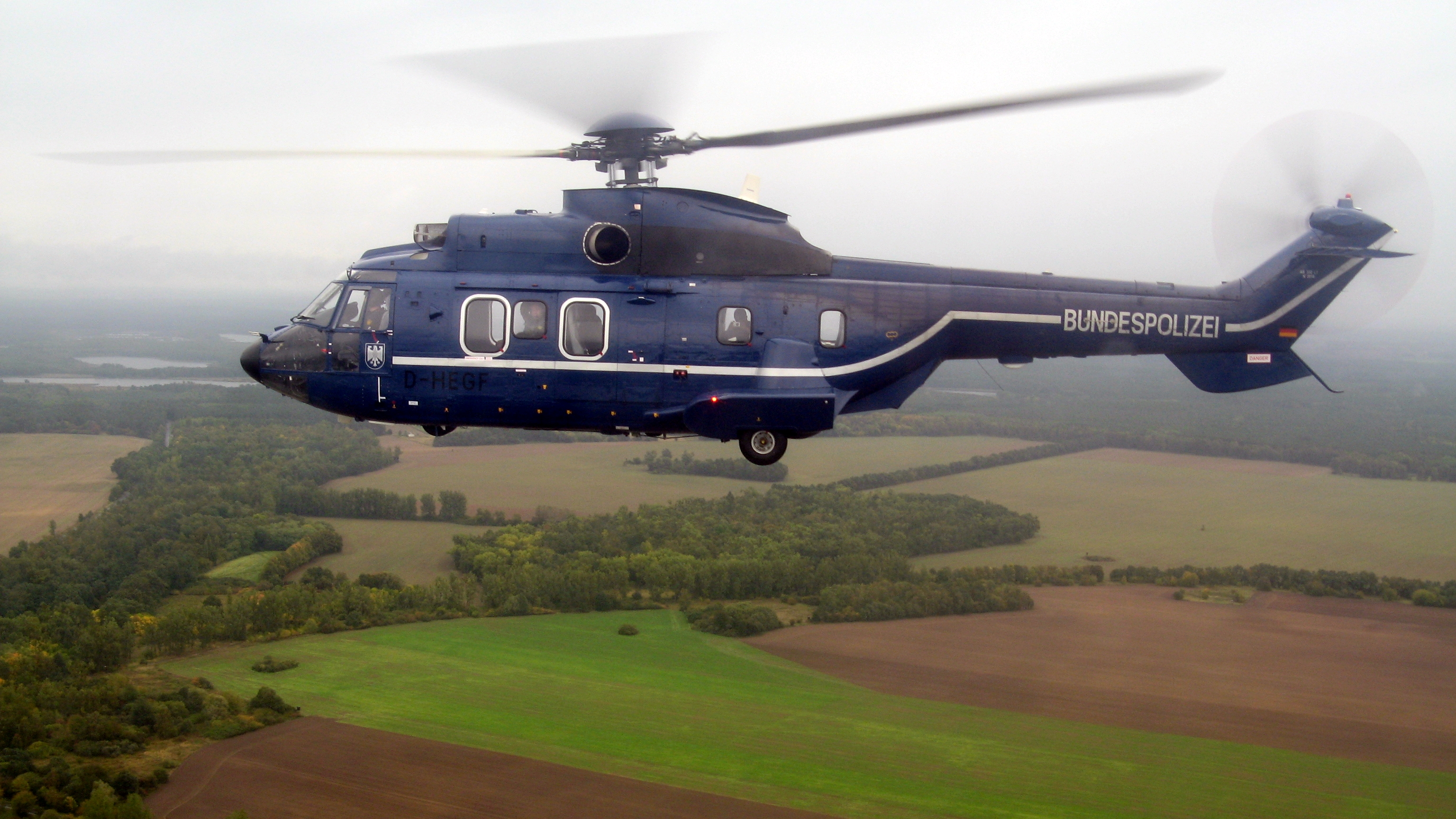
Super Puma der deutschen Bundespolizei

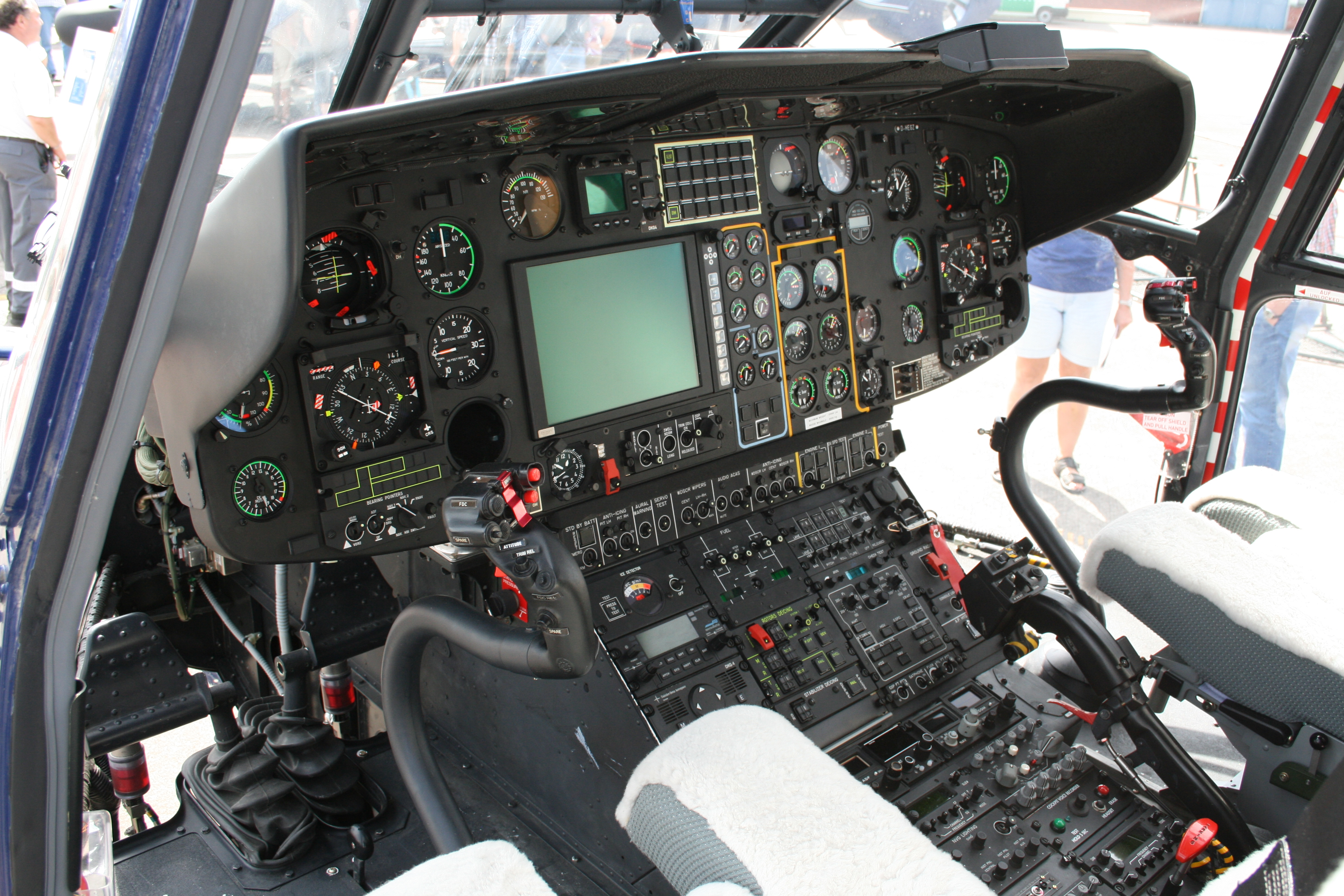
Cockpit einer AS 332 L1 Super Puma

Standardmodelle mit 1130 kW leistenden Makila-1A-Turbinen:
- AS 332B: Heeresversion
- AS 332F: Marineversion mit klappbarem Heckausleger
- AS 332C: Zivilausführung

um 76 cm verlängerte Versionen:
- AS 332M: Militärversion
- AS 332L: Zivilversion

mit 1185 kW leistenden Makila-1A1-Turbinen ausgerüstete Versionen:
- AS 532L „Cougar“: Militärversion
- AS 532SC „Cougar“: Marineversion
- AS 332L1 „Super Puma“: Zivilversion
- AS 332C1e: Lastenhubschrauber mit verbesserten Betriebs- und Wartungskosten
- AS 332L1e: SAR und VIP-Hubschrauber mit verbesserten Betriebs- und Wartungskosten
- AS 532AL+: Militärversion mit verbesserten Betriebs- und Wartungskosten

mit 1236 kW leistenden Makila-1A2-Turbinen ausgerüstete Versionen:
- AS 532U2 „Cougar“: Militärversion
- AS 332L2 „Super Puma“: Zivilversion
- AS 532AL „Cougar“: Militärversion

## Technische Daten

Aérospatiale AS 332

| Kenngröße                 | Daten AS 332L1                                                                                 |
| ------------------------- | ---------------------------------------------------------------------------------------------- |
| Besatzung                 | 1–2                                                                                            |
| Passagiere                | bis zu 24 oder 29 Soldaten (Version Mk2+)                                                      |
| Länge                     | 16,29 m                                                                                        |
| Rotordurchmesser          | 15,6 m                                                                                         |
| Höhe                      | 4,60 m                                                                                         |
| Leermasse                 | 4510 kg                                                                                        |
| max. Nutzlast             | 4140 kg                                                                                        |
| max. Startmasse           | 8600 kg, mit Außenlast 9350 kg                                                                 |
| Antrieb                   | 2 × Wellenturbinen Turboméca Makila 1A1 mit je 1357 kW Startleistung und 1185 kW Dauerleistung |
| Höchstgeschwindigkeit     | 278 km/h                                                                                       |
| max. Reisegeschwindigkeit | 262 km/h                                                                                       |
| Reichweite                | 841 km                                                                                         |
| Dienstgipfelhöhe          | 2895 m (Flughöhe)                                                                              |
| Schwebeflughöhe           | 3250 m (bei Bodeneffekt)                                                                       |

## Bewaffnung
Beweglich installierte Bewaffnung in der Tür
- 2 × 7,62-mm-Maschinengewehre Fabrique Nationale FN-MAG-58 auf Kugelgelenklafetten mit je 100 Schuss Munition
- 1 × 20-mm-Maschinenkanone Nexter Systems 20M621 auf SH20-Lafette mit 100 Schuss Munition

Luft-Boden-Lenkflugkörper (Anti-Schiffs-Rakete)
- 2 × MBDA AM-39 „Exocet“ – radargesteuert
- 2 × Euromissile AS.15TT – radargesteuert

Ungelenkte Luft-Boden-Raketen
- 2 × Raketen-Rohrstartbehälter Matra Type 156 für 19 × ungelenkte Luft-Boden-Raketen SNEB; Kaliber 68 mm
- 2 × Raketen-Rohrstartbehälter Thales Brandt für 19 × ungelenkte Luft-Boden-Raketen TDA; Kaliber 68 mm
- 2 × Raketen-Rohrstartbehälter Forges de Zeebrugge M159 für 19 × ungelenkte Luft-Boden-Raketen TDA; Kaliber 68 mm

Externe Behälter
- 2 × Maschinenkanonenbehälter POD NC 621 mit je einer 20-mm-Maschinenkanone Nexter 20M621 mit je 180 Schuss Munition

## Selbstschutzsysteme
- 4 × Radarwarnsensor (RWR) Dassault Electronique EWR-99 FRUIT
- 4 × Laserwarnsensor (LWR)
- 4 × Lenkwaffennäherungswarnsensor (MAW)
- 2 × Täuschkörperwerfer Alkan ELIPS

## Zwischenfälle
- Am 19. Januar 1995 sollte eine für den Bristow-Flug 56C eingesetzte Eurocopter AS 332L 16 Mitarbeiter zur Ölplattform Brae Alpha transportieren. Die Maschine wurde über der Nordsee von einem Blitz getroffen und musste anschließend notwassern. Alle 18 Insassen überlebten den Unfall.
- Am 16. August 2005 starben beim Absturz eines Eurocopter AS 532UL Cougar der spanischen Heeresflieger (HU.21L-57) 17 spanische Soldaten. Der Hubschrauber war als Teil der ISAF-Schutztruppe in Afghanistan unterwegs und zerschellte am Morgen in der Nähe von Herat, während er mit Flugabwehrfeuer aus einem nahegelegenen Dorf beschossen wurde.[3] Ein weiterer spanischer Hubschrauber desselben Typs (HU.21L-59) musste nach Beschuss in der Nähe notlanden, wobei es 5 Verletzte gab. Die Maschine wurde ebenfalls zerstört.[4]
- Am 1. April 2009 stürzte eine Super Puma AS 332L2 auf dem Rückflug von der Ölplattform Miller 60 Kilometer nordöstlich von Aberdeen – rund 25 Kilometer östlich von Peterhead – in die Nordsee. Dabei kamen alle 16 Insassen ums Leben.[5][6][7]
- Am 25. Juli 2012 stürzte ein Militärhubschrauber vom Typ AS532 Cougar bei einem Test- und Kontrollflug vor der Auslieferung in die Verdonschlucht in Südfrankreich, wobei alle sechs Eurocopter-Mitarbeiter ums Leben kamen.[8]
- Am 21. März 2013, während einer Übung am Olympiastadion Berlin, stieß ein Eurocopter AS 332L1 der deutschen Bundespolizei mit einem bereits gelandeten Eurocopter EC 155 B zusammen. Der Pilot der EC 155 B kam ums Leben, vier Personen wurden schwer verletzt.[9]
- Am 23. August 2013 kamen vier Insassen beim Absturz einer Super Puma AS 332L2 ums Leben, als die Maschine auf ihrem Flug von der norwegischen Nordsee-Bohrinsel Borgsten Dolphin zum Flughafen Sumburgh auf den Shetland-Inseln ins Meer stürzte.[10][11]
- Am 29. April 2016 kamen bei einem Absturz in Norwegen alle 13 Menschen an Bord ums Leben. Der Absturz ereignete sich beim Rückflug von einer Ölplattform zur Küste. Die Europäische Agentur für Flugsicherheit ordnete daraufhin zunächst eine Überprüfung der Maschinen an[12][13] und erteilte am 2. Juni 2016 ein vorläufiges Flugverbot für die Typen AS332 L2 und H225 LP.[14] Für bauähnliche Maschinen der Luftwaffen Flugbereitschaft gelten mit Bezug auf den Absturz in Norwegen seit August 2017 neue strenge Wartungsregeln, die einen normalen Flugbetrieb und damit den Einsatz als „Regierungs-Helikopter“ unmöglich machen.[15]
- Am 28. September 2016 kamen bei einem Absturz eines Super Puma der Schweizer Luftwaffe auf dem Gotthardpass die beiden Piloten ums Leben, ein Flugbegleiter wurde verletzt.[16]